# Audition sénatoriale de James E. Hansen en 1988

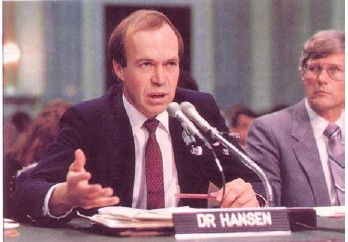
James E. Hansen témoigne devant la Commission sur l'énergie et les ressources naturelles du Sénat des États-Unis, le 23 juin 1988.

Vous lisez un « bon article » labellisé en 2024.
L'audition sénatoriale de James E. Hansen en 1988 constitue la première exposition publique dans les sphères politique et médiatique de la question du changement climatique anthropique, jusqu'alors essentiellement discutée dans la sphère académique.
Le 23 juin 1988, le climatologue américain James E. Hansen est auditionné par la Commission sur l'énergie et les ressources naturelles du Sénat des États-Unis sur le réchauffement climatique, alors que le pays traverse une canicule historique.

## Contexte
L'hypothèse d'un réchauffement climatique dû aux émissions humaines de gaz à effet de serre est largement discutée dans la sphère académique depuis les années 1970. Celles-ci ont vu émerger des modélisations informatiques du climat prévoyant une hausse future de la température atmosphérique, et contredisant l'hypothèse jusqu'alors privilégiée d'un refroidissement consécutif à l'entrée dans une nouvelle glaciation. Fondé sur ces modèles climatiques et sur les connaissances de la physique du climat, le rapport Charney, rédigé par d'éminents scientifiques américains, annonce en 1979 à la Maison-Blanche qu'un réchauffement climatique est à venir — à un horizon temporel indéterminé,. Néanmoins, dans les années 1980, le sujet n'est évoqué dans la presse que de manière sporadique et le monde politique ne s'en empare que timidement,.
James E. Hansen, climatologue à la tête du Goddard Institute for Space Studies (GISS) de la Nasa et l'un des principaux modélisateurs du climat à l'époque, témoigne en juin 1986 devant la Sous-commission du Sénat des États-Unis sur la pollution environnementale (l'audition de scientifiques porte également sur la destruction de la couche d'ozone), puis en novembre 1987 devant la Commission sur l'énergie et les ressources naturelles du Sénat. Si les conclusions d'Hansen et d'autres chercheurs relatives au risque d'un réchauffement climatique sont relayées par la presse nationale en 1986, le témoignage du climatologue américain passe relativement inaperçu en 1987,,.
L'année 1988 est particulièrement chaude et les États-Unis sont le théâtre d'une sécheresse exceptionnelle qui provoque des feux de forêt dans le parc national de Yellowstone, des pertes agricoles et une mortalité élevée du bétail — autant d'événements abondamment relayés dans la presse et qui suscitent l'inquiétude,,,.

## Témoignage de James E. Hansen
C'est dans ce contexte caniculaire que le sénateur démocrate du Colorado Tim Wirth, membre de la Commission sur l'énergie et les ressources naturelles, organise une audition consacrée « à l'effet de serre et au changement climatique » le 23 juin.
Tim Wirth prétend en 2007 avoir choisi spécifiquement le jour de l'audition en fonction des records de chaleur passés à Washington et avoir fait en sorte que la température de la salle utilisée pour l'audition soit élevée en ouvrant les fenêtres et en désactivant l'air conditionné, de sorte que les chercheurs auditionnés apparaissent en sueur devant les caméras de télévision ; il s'agit en réalité d'un mythe, ainsi que les journalistes du Washington Post l'ont montré et comme le sénateur l'a reconnu lui-même. Le hasard fait néanmoins que le jour de l'audition est alors le « 23 juin » le plus chaud enregistré dans la capitale, et le demeure jusqu'au moins 2021.
James Hansen est le premier chercheur auditionné. Il commence son témoignage par ces mots, :

« Je voudrais tirer trois conclusions principales. Premièrement, la Terre est plus chaude en 1988 qu'elle ne l'a jamais été dans l'histoire des mesures instrumentales. Deuxièmement, le réchauffement planétaire est désormais suffisamment important pour que nous puissions attribuer, avec un degré de confiance élevé, une relation de cause à effet à l'effet de serre. Troisièmement, nos simulations climatiques informatiques indiquent que l'effet de serre est déjà suffisamment important pour commencer à influencer la probabilité d'événements extrêmes tels que les vagues de chaleur estivales. »

Sur le second point, il estime avec une probabilité de 99 % que les températures observées en 1988, supérieures de près d'un demi-degré Celsius à la moyenne 1950-1980, sont dues au changement climatique d'origine anthropique et non à la variabilité naturelle du climat — tout en prenant soin de ne pas attribuer la sécheresse que connaissent les États-Unis au changement climatique,,. Pour aboutir à cette conclusion, il s'appuie notamment sur la cohérence des changements observés (refroidissement de la stratosphère en parallèle de l'élévation des températures troposphériques, réchauffement accentué aux hautes latitudes, etc.) avec les conséquences attendues d'une accentuation de l'effet de serre. Cette affirmation du climatologue selon laquelle le changement climatique a déjà commencé apparaît alors inédite,.
James Hansen présente également le résultat des modélisations climatiques du Goddard Institute for Space Studies (GISS) qu'il dirige, qui simulent le réchauffement attendu jusqu'en 2019 dans trois scénarios d'émissions de gaz à effet de serre (en forte progression, en croissance modérée et en baisse),.

## Réception et postérité

### Réception médiatique
Le témoignage de James Hansen devant la commission sénatoriale est très largement médiatisé : dès le lendemain, il est mis en exergue à la une du New York Times, qui titre : « Global Warming Has Begun, Expert Tells Senate » (« Le réchauffement global a commencé, dit un expert au Sénat ») ; le climatologue y déclare : « Il est temps de cesser de tergiverser et d'affirmer que les preuves que l'effet de serre est là sont assez solides,. » Il est également interrogé par de multiples chaînes de télévision. Il apparaît dès lors comme un lanceur d'alerte médiatique — voire un Cassandre, — au sujet du changement climatique,,,.
Historiens et journalistes considèrent que son témoignage marque la diffusion dans la sphère publique de la question du réchauffement climatique, jusqu'alors relativement cantonnée aux milieux scientifiques,. En effet, si la presse s'est déjà fait l'écho des recherches sur l'effet de serre et sur le risque afférent de changement climatique provoqué par les émissions humaines, c'est la première fois qu'un scientifique affirme publiquement, avec un haut niveau de confiance et dans un style assez direct, que le réchauffement climatique est d'ores et déjà à l’œuvre. Le discours de James Hansen, qui prévoit la multiplication des événements climatiques extrêmes chauds à mesure que le changement climatique se renforcera, tire également sa force de ce qu'il fait écho au contexte météorologique américain de 1988. La part d'Américains indiquant avoir entendu parler du changement climatique évolue à la hausse dans les sondages menés à la même période,.
Selon Richard Besel, docteur en sciences de la communication, le discours tenu par le climatologue en 1988 se distingue de ses précédents témoignages devant des commissions sénatoriales (en 1986 et 1987) en ce qu'il recourt à la vulgarisation scientifique et est ainsi adapté à son auditoire, composé de personnes étrangères au milieu académique : à l'inverse de ses précédentes auditions, durant lesquelles il avait mis en valeur la méthode de recherche suivie ainsi que les incertitudes scientifiques subsistantes, il met cette fois-ci l'accent sur les résultats obtenus, simplifiant son discours, plus direct et percutant, et délaissant les explications détaillées sur la méthodologie et les incertitudes scientifiques.

### Réception dans le milieu académique
Le climatologue du GISS s'avance davantage que ses pairs. Syukuro Manabe, autre modélisateur du climat renommé, également auditionné par la commission sénatoriale, se montre plus mesuré : il n'affirme pas que le réchauffement climatique anthropique est déjà à l'œuvre. De nombreux autres confrères de James Hansen estiment que celui-ci tire alors des conclusions prématurées au regard des données disponibles, et que les températures observées, certes explicables par le réchauffement climatique, peuvent tout aussi bien être imputées à la seule variabilité naturelle du climat,,,.
La postérité donne toutefois raison aux prédictions du climatologue de la NASA : le réchauffement climatique anthropique est déjà perceptible dans les années 1980, et il s'est poursuivi à un rythme proche, quoique légèrement inférieur, de celui modélisé par le scénario médian (scénario B) du GISS — le modèle du laboratoire de recherche se fondait sur une estimation de la sensibilité climatique vraisemblablement trop élevée et il n'anticipait pas la chute des émissions des chlorofluorocarbure (CFC), un gaz à effet de serre, survenue consécutivement à l'entrée en vigueur du protocole de Montréal,,,,.

### Prise en compte politique
L'audition médiatique de James Hansen devant le Sénat se trouve être immédiatement suivie, fin juin, par la conférence de Toronto, qui voit affluer les journalistes. Le changement climatique y est présenté comme un risque majeur pour l'humanité et les participants à la conférence appellent de leurs vœux une action des gouvernements et une réduction de 20 % des émissions de gaz à effet de serre d'ici à 2005,,. Le sujet s'invite également dans la campagne de l'élection présidentielle américaine de 1988 du Parti républicain et du Parti démocrate,. La médiatisation du réchauffement climatique, dans laquelle s'inscrit le témoignage de James Hansen, va ainsi de pair avec l'émergence de la prise en compte politique de ce sujet et avec la construction d'une gouvernance internationale du climat — la même année est créé le Groupe d'experts intergouvernemental sur l'évolution du climat,,,.